# Klawock (Alaska)
Klawock es una ciudad ubicada en el Área censal de Príncipe de Gales–Hyder en el estado estadounidense de Alaska. En el Censo de 2010 tenía una población de 755 habitantes y una densidad poblacional de 297,46 personas por km².

## Geografía
Klawock se encuentra en las coordenadas 55°33′8″N 133°5′45″O / 55.55222, -133.09583. Según la Oficina del Censo de los Estados Unidos, Klawock tiene una superficie total de 2.54 km², de la cual 1.99 km² corresponden a tierra firme y (21.43%) 0.54 km² es agua.

## Demografía
Según el censo de 2010, había 755 personas residiendo en Klawock. La densidad de población era de 297,46 hab./km². De los 755 habitantes, Klawock estaba compuesto por el 38.41% blancos, el 0.26% eran afroamericanos, el 48.34% eran amerindios, el 0.53% eran asiáticos, el 0.13% eran isleños del Pacífico, el 0.53% eran de otras razas y el 11.79% pertenecían a dos o más razas. Del total de la población el 2.78% eran hispanos o latinos de cualquier raza.

## Localidades adyacentes
El siguiente diagrama muestra a las localidades más próximas a Klawock.